# Lúcio Júlio Julo (tribuno consular em 403 a.C.)
Lúcio Júlio Julo (em latim: Lucius Iulius Iullus) foi um político da gente Júlia nos primeiros anos da República Romana eleito tribuno consular em 403 a.C.. Era filho de Lúcio Júlio Julo, tribuno consular em 438 a.C., e pai de Lúcio Júlio Julo, tribuno consular em 401 e 397 a.C..

## Primeiro tribunato consular (403 a.C.)
Foi eleito tribuno consular com Ápio Cláudio Crasso, Lúcio Valério Potito, Mânio Emílio Mamercino, Marco Quintílio Varo e Marco Fúrio Fuso.
| “ | Depois de garantir a paz nos demais frentes, romanos e veios estavam prontos para o combate com uma fúria e um ódio recíproco tal que seria o fim para os que fossem derrotados. | ” |
|   | — Lívio, Ab Urbe condita V, 1. |   |

Enquanto os romanos cercavam Veios, construindo aterros, máquinas de cerco e pequenas fortalezas para controlar o território, os veios não conseguiram convocar as demais cidades etruscas para a guerra contra Roma. Quando chegou o inverno, os romanos tomaram a extraordinária decisão de manter o exército de prontidão no cerco para impedir que os veios destruíssem todos os progressos realizados até então por causa da retirada — até então, durante os meses de outono e inverno, as campanhas militares eram suspensas e os soldados-cidadãos voltavam para a cidade para cuidar de seus afazeres. Mas a decisão não ocorreu sem a firme oposição dos tribunos da plebe:
| “ | Estava posta à venda a liberdade da plebe: os jovens, mantidos constantemente longe da cidade e excluídos da participação na vida política, agora nem mesmo diante do inverno e da má estação, podem retornar para suas casas e propriedades. Qual acreditavam que seria a causa de um serviço militar que durava para sempre? | ” |
|   | — Lívio, Ab Urbe condita V, 2. |   |

Só a intervenção de Ápio Cláudio Crasso, que com sua celebrada oratória contrastou a polêmica dos tribunos e uma improvisada sortida dos veios, que queriam destruir as máquinas de cerco romanas, conseguiram estabelecer novamente a concórdia entre as ordens e demonstrar a necessidade de manter o exército de prontidão durante o inverno.